# Jaroslav Formánek
Jaroslav Formánek (27. dubna 1960 Veselí nad Moravou) je autor několika knih, novinový a rozhlasový publicista a překladatel. Pobýval dlouhou dobu ve Francii, odkud psal do Respektu komentáře o francouzské politice. Nyní žije v Praze, jako novinář pracoval mimo jiné v Respektu, dlouhodobě spolupracuje s Revolver Revue. Je činný v Ústavu pro studium totalitních režim, přispívá do Paměti národa.

## Život
Po maturitě na Gymnáziu ve Strážnici studoval na tehdejší Pedagogické fakultě Univerzity Jana Evangelisty Purkyně v Brně, dnešní Masarykova univerzita, studia nedokončil. Pracoval v železárnách ve Veselí nad Moravou, po přestěhování do Prahy jako řidič ve Filmových laboratořích Barrandov, později jako stavební dělník. Jeho život ovlivnilo přátelství s historikem, politologem a filozofem Rudolfem Kučerou, vydavatelem samizdatového časopisu Střední Evropa. Stýkal se členy undergroundu, mezi jinými se členy kapely Plastic People of the Universe, měl přístup k samizdatové literatuře a periodikům, navštěvoval bytové semináře. V roce 1989 emigroval do Francie, kde získal azyl, živil se manuálními pracemi a příležitostnými překlady. Navštěvoval knihovnu Pavla Tigrida, patřil do skupiny přátel okolo časopisu Svědectví. Stejně jako dalším exulantům mu pomohl básník a výtvarník Jiří Kolář. V roce 1992 získal francouzské občanství. Od roku 2006 žije v České republice, do roku 2010 pracoval jako kulturní redaktor týdeníku Respekt.

## Dílo
Z francouzštiny přeložil knihu První a druhá Evropa Wilfrieda Martense (Panevropa 1995) a společně s Janou Petrovou přeložili knihu Historie extrémní pravice ve Francii Michela Winocka (Academia 1998).
Časopisecké povídky vydával od počátku devadesátých let, zejména v Revolver Revue , kde vycházel na pokračování román Francouzský rok.  V časopise uveřejnil mimo jiné u příležitosti výročí sta let od narození Jiřího Koláře své postřehy z jeho života, publikoval obsáhlou stať L’affaire Kundera („Aux armes, citoyens!“ -  „Do zbraně, občané!“), v níž popisuje veřejné reakce na tzv. kauzu Kundera. V časopise vyšel také jeho rozhovor s ilustrátorem Pavlem Vošickým a rozhovor s historikem Petrem Blažkem o archivech Státní bezpečnosti a snahách o jejich uzavírání, o práci Státní bezpečnosti, případu Egona Bondyho a jeho spolupráci s StB i otázkách kolem Andreje Babiše.

### Knižní publikace
- Dlouhá kakaová řasa, próza. Dauphin, 1999. ISBN 80-7272-004-X
- Beze stop, povídky. Praha: Torst, 2001. ISBN 80-7215-132-0
- Francouzský rok, román. Praha: Společnost pro Revolver Revue, 2005. ISBN 80-903061-7-9
- Cesta, próza. Praha: Praha: Revolver Revue, 2008. ISBN 978-80-87037-10-2
- Škrábanice, povídky. Praha: Revolver Revue, 2015. ISBN 978-80-87037-73-7
- Morituri, román.Praha: Revolver Revue, 2017. ISBN 978-80-87037-87-4
- Čechoslováci v Gulagu, spoluautoři Adam Hradilek, Jan Dvořák. Praha: Česká televize: Ústav pro studium totalitních režimů, 2017. ISBN 978-80-7404-235-5, ISBN 978-80-87912-78-2
- Čechoslováci v Gulagu II., spoluautoři Adam Hradilek, Jan Dvořák. Praha: Česká televize: Ústav pro studium totalitních režimů, 2018. ISBN 978-80-7404-311-6
- Čechoslováci v Gulagu III., spoluautoři Adam Hradilek, Jan Dvořák. Praha: Česká televize: Ústav pro studium totalitních režimů, 2019 ISBN 978-80-7404-328-4